# Bündner Zeitung (1830–1858)
Die Bündner Zeitung erschien von 1830 bis 1858 in Chur, dem Hauptort des Schweizer Kantons Graubünden. Sie war zumeist fortschrittlich liberal und führte zahlreiche publizistische Neuerungen ein in das kantonale Pressewesen.

## Geschichte

### Eine eiserne Druckerpresse wird importiert
Der Buchdrucker Simon Benedict brachte von einem Arbeitsaufenthalt in Frankreich eine eiserne Druckerpresse mit. Es war die erste dieser Art im Kanton Graubünden. Damit produzierte er ab 1830 die «Bündner Zeitung», zuerst mit einer Ausgabe pro Woche, ab 1831 mit zwei Ausgaben jede Woche, später wurde sie zur Tageszeitung. Ihr erster Redaktor war Peter Conradin von Tscharner, der einen fortschrittlichen Liberalismus vertrat.

### Engagiert für Reformen
In den 1830er-Jahren wurde in Graubünden die Pressezensur gelockert und 1839 gänzlich aufgehoben. Die «Bündner Zeitung» nutzte die veränderten Umstände für publizistische Neuerungen. Als erste bündnerische Zeitung brachte sie regelmässig Hintergrundberichte und Leitartikel, in denen sie neue wirtschaftliche Ideen propagierte oder dazu aufforderte die kantonalen Gesetze zu reformieren. Ihr regionales Engagement entsprach einem Bedürfnis der Leser. Denn die Churer Zeitung (1800–1856), die lange das einzige politische Bündner Blatt war, beschränkte sich auf Nachrichten. Das reformerische Pressing der «Bündner Zeitung» war allerdings wenig wirksam. Die kantonalen Instanzen blieben im zerklüfteten Bergland lange schwach. Reformen waren schwierig zu organisieren, da jedes Tal ein eigenes Idiom spricht und eine eigene Kultur pflegt.

### Erfolgreich mit Tester
Ihre Blütezeit erlebte die «Bündner Zeitung» von 1848 bis 1855. Zuerst schluckte sie den konkurrierenden Freien Rätier (1843–1848) und übernahm deren Redaktor, den Safier Christian Tester, der bei den Lesern sehr populär wurde. Tester schrieb volksnah und würzte seine Texte humorvoll, manchmal ironisch. Seine Beliebtheit steigerte den Absatz markant. Von 1850 bis 1852 erschien die «Bündner Zeitung» im lesefreundlichen Folioformat, was erneut ein Novum war in der Pressegeschichte des Kantons.

### Die verlorene Pressefehde
Nachdem Tester 1855 die Redaktion verlassen hatte, verblasste die «Bündner Zeitung». Zwar blieb sie kritisch und prangerte nun auch die sichtbar gewordenen Auswüchse des Manchester-Liberalismus an. In ihrem letzten Erscheinungsjahr führte sie den Untertitel «Demokratisches Organ». Aber sie verfehlte den Tonfall, den die Leser hören wollten. 1857 verfehdete sie sich mit dem Liberalen Alpenboten. Das Publikum wanderte ab. Die «Bündner Zeitung» musste ihr Erscheinen 1858 einstellen.

## Preise
Ein Halbjahresabonnement der «Bündner Zeitung» kostete 1858 Fr. 4.50 (Chur: Fr. 3.50). Für Inserate wurden pro Zeile 10 Rappen verrechnet. Bei Wiederholungen die Hälfte.